# 三塚博
三塚博（1927年8月1日—2004年4月25日） 是一名日本政治家，曾任外務大臣與众议院議員（10期）。

## 早年生活
1927年8月1日，三塚博出生於日本宮城縣遠田郡北浦村（今美里町），後先後就讀於旧制東京高等獸醫学校（現日本大學）與早稻田大學第一法學部

## 政治生涯
1972年至2003年10次当选众议员。与森喜朗、盐川正十郎、加藤六月并称安倍派四大天王。
1985年在中曾根康弘内阁任运输大臣，在國鐵分割民營化及財政改革等案著力甚深。
1988年，出任竹下登内阁的通产大臣，隔年出任宇野宗佑内阁任外务大臣。
1989年，出任自民党政调会长。1991年，继任黨內派閥安倍派会长，安倍派改為三冢派
1995年出任自民党干事长。翌年出任桥本龙太郎内阁的大藏大臣。
1998年，三塚将派閥会长禅让给森喜朗，三冢派因此改称森派。
2003年，三冢博76岁时因年老而退出政坛。次年去世。